# 范秉哲
范秉哲（1901年—1993年），男，直隶（今河北）任丘人，中国外科学家，曾任国立云南大学医学院院长，第四、五、六届全国政协委员。